# 大塔鎮區 (伊利諾伊州傑克遜縣)
大塔鎮區（英語：Grand Tower Township）是位於美國伊利諾伊州傑克遜縣的一個行政鎮區。

## 地方資料
根據2010年美國人口普查的數據，大塔鎮區的面積為86.60平方千米，當中陸地面積為81.70平方千米，而水域面積為4.90平方千米。當地共有人口681人，而人口密度為每平方千米7.86人。